# Wilfried Léandre Houngbédji
Wilfried Léandre Houngbédji est un journaliste, écrivain et homme politique béninois. Depuis le mardi 25 mai 2021 il est le secrétaire général adjoint et porte-parole du gouvernement de Patrice Talon.

## Biographie
Wilfried Léandre Houngbédji est journaliste au quotidien béninois la Nation. Observateur de la scène sociopolitique du Bénin et essayiste, il est l'un des jeunes auteurs béninois les plus lu. Le  6 mai 2008, il publie Liberté et devoir de vérité, dans cet ouvrage, il retrace son parcours  en expliquant certains de ses engagements sans oublier de souligner certains combats. Un peu plus d'une année après l'élection de Boni Yayi, il publie le 10 décembre 2008 Scandales sous Yayi un livre en constante rupture chez les libraires dès sa sortie et dans lequel il critique avec véhémence la gouvernance de l'ancien président béninois dont il devient de fait un des plus virulents opposants. Dans cette œuvre, il parle de la «... République versée par terre », à cause des affaires de corruption qui émaillent ce pouvoir en place. En guise d'exemple, il cite la nébuleuse des GSM au Bénin, la bulle cotonnière, les patates chaudes de la société béninoise d'énergie électrique (SBEE) les  passations de marchés au sein du ministère béninois de la santé et les casseroles de certains des conseillers techniques  de Boni yayi . Ses chroniques et critiques constantes envers ce gouvernement lui ont valu, selon ses propres dire,  d'être mis au placard à la Nation, quotidien étatique. Le 9 décembre 2009 est la date de publication de 2011… ?!,chroniques d’une élection annoncée fatidique qui est un essai qui regroupe 21 de ses textes. Lors du lancement de ce livre, Jérôme Carlos qui en est le présentateur affirme que l'auteur dans ce livre de 188 pages, fournit aux béninois, «... différentes denrées, destinées à la préparation des élections de 2011 ». C'est selon lui  « ... une photographie que propose Wilfried Léandre Houngbédji, d’une situation politique dans un pays en stage de démocratie... ». A propos de ce livre, Wilfried Léandre Houngbédji affirme lors de son lancement  «...Je ne suis pas militant d’un Parti politique et je n’ai pas  l’esprit partisan mais j’ai un parti politique, c’est le Bénin ... ».

## Carrière
Avant d'être nommé secrétaire général adjoint et porte-parole du gouvernement de Patrice Talon Wilfried Léandre Houngbédji est au lendemain de l'élection de Patrice Talon, directeur de la communication de la présidence de la République du Bénin dans le gouvernement de Patrice Talon,,,.

## Ouvrages
- Mai 2008,  Liberté et devoir de vérité, Anace Presse , 284 pages[11].
- Décembre 2008, Scandales sous Yayi,   Muti Impressions, 294 pages[12].
- Décembre 2009, 2011… ?!,chroniques d’une élection annoncée fatidique, Imprimerie Fridzel Presse, 188 pages[13],[14].
- octobre 2021, Ainsi parle Patrice Talon (Président de la République du Bénin 2016-2021), L'Harmattan,  (ISBN 978-2-343-24289-7)[15],[16],[17].